# Bandiera della Repubblica Socialista Sovietica Kazaka

Bandiera della RSS Kazaka

1937-1940

1940-1953

La bandiera della Repubblica Socialista Sovietica Kazaka fu adottata il 24 gennaio 1953.
Prima di questa, la bandiera era rossa con il simbolo dorato della falce e martello nell'angolo in alto a sinistra, con i caratteri in alfabeto cirillico Казак ССР (Kazak SSR) e Казахская ССР (Kazachskaja SSR) in oro a destra del simbolo comunista.
Tra il 1937 e l'adozione della sopracitata bandiera negli anni quaranta, la bandiera era rossa con la falce e martello d'oro nell'angolo in alto a sinistra, con la scritta in alfabeto latino QAZAQ SSR e i caratteri cirillici КАЗАХСКАЯ ССР (KAZACHSKAJA SSR) in oro, sotto la falce e martello.